# Нэнси Дрю. Белый волк Ледяного ущелья
Нэнси Дрю. Белый волк Ледяного ущелья (англ. Nancy Drew: The White Wolf of Icicle Creek) — 16-я компьютерная игра-квест из серии «Нэнси Дрю». Создана 1 июня 2007 года компанией Her Interactive, а 4 октября 2007 года состоялся её релиз в России.

## Отзывы
| Сводный рейтинг          | Сводный рейтинг | Сводный рейтинг |
| Издание                  | Оценка          | Оценка          |
| Издание                  | PC              | Wii             |
| ------------------------ | --------------- | --------------- |
| GameRankings             | 74,83 %         | 66,70 %         |
| Metacritic               | 73              | 67              |
| MobyRank                 | 75              | 70              |
| Иноязычные издания       |                 |                 |
| Издание                  | Оценка          | Оценка          |
| Издание                  | PC              | Wii             |
| GameZone                 | 8,0             | 7,0             |
| Adventure Classic Gaming | 5 из 5          | N/A             |
| AdventureGamers          | 3,5             | N/A             |
| Русскоязычные издания    |                 |                 |
| Издание                  | Оценка          | Оценка          |
| Издание                  | PC              | Wii             |
| Absolute Games           | 58 %            | N/A             |
| «Игромания»              | 6,0             | N/A             |

Обложка игры заняла 13-е место в ТОП-15 худших обложек американских изданий компьютерных игр в 2007 году.